# La contadina
La contadina è un'opera realizzata nel 1908 dal pittore spagnolo Pablo Picasso.

## Descrizione
La tecnica utilizzata è quella dell'olio su tela; la tela misura cm 81x56.
È conservata a San Pietroburgo al Museo dell'Ermitage.